# Gómez Pereira

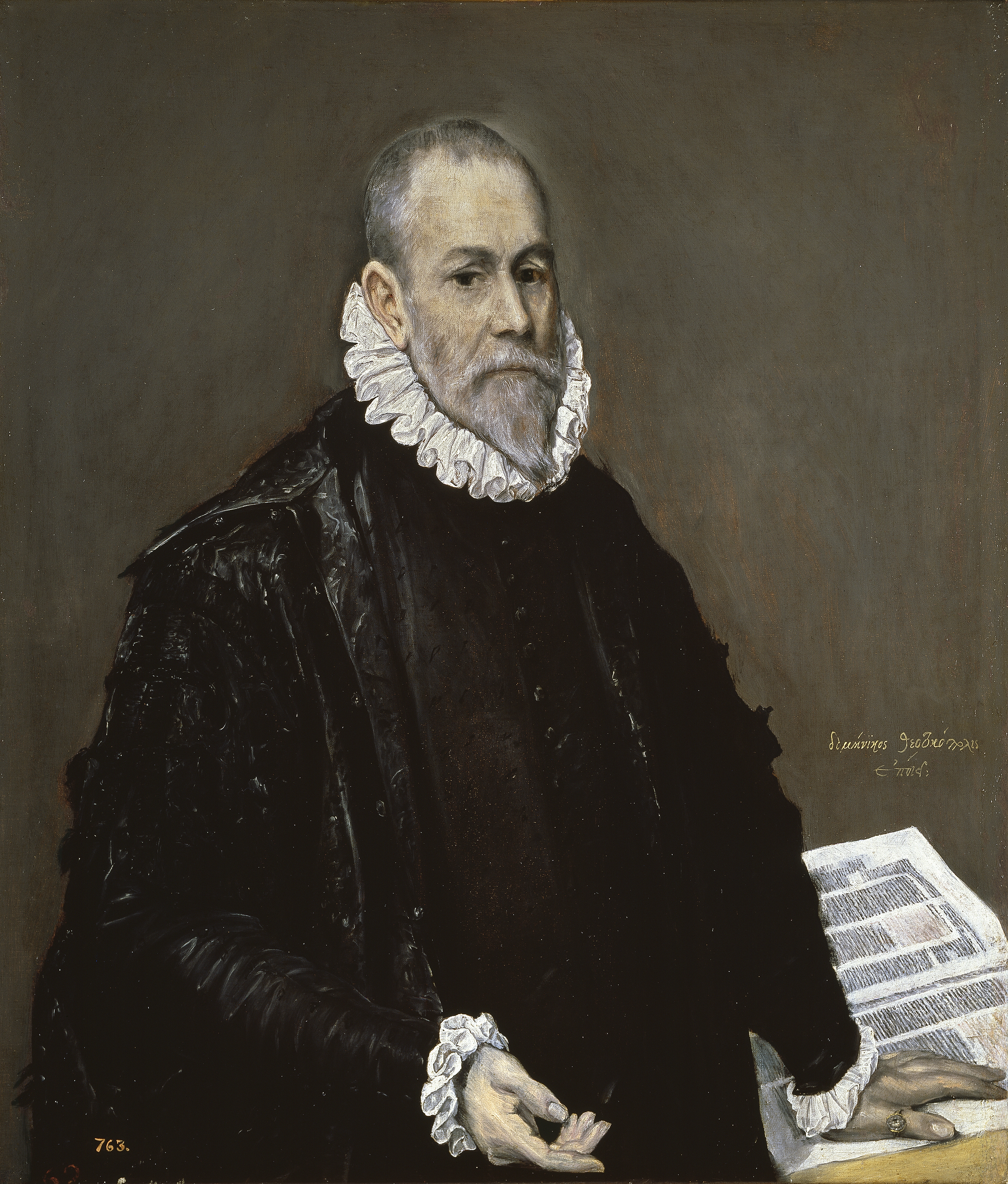
Gómez Pereira

Gómez Pereira (* 1500 in Medina del Campo; † 1567) war ein spanischer Philosoph, Arzt und Humanist aus Medina del Campo. Pereira setzte sich dafür ein, mittelalterliche medizinische Vorgehensweisen abzuschaffen und schlug die Anwendung empirischer Methoden vor. Seine philosophische Denkweise beeinflusste René Descartes nachweislich. Pereira war berühmt für die Anwendung seiner Medizin, er war jedoch auch in vielen anderen Bereichen erfolgreich, zum Beispiel Unternehmensführung, Philosophie, und Ingenieurtätigkeit. Ihm wird zugeschrieben, Descartes mit dem berühmten Satz cogito ergo sum (lateinisch für „Ich denke, also bin ich.“) geholfen zu haben.